# CNET
CNET Networks Inc.  war ein weltweit tätiges Medienunternehmen; der Markenname CNET wird von CBS Interactive fortgeführt, einer Tochter des Medienkonzerns CBS Corporation.
Die Zentrale des Unternehmens befand sich in San Francisco. CNET wurde 1992 von Halsey Minor und Shelby Bonnie gegründet. Die Aktiengesellschaft war bis zur Übernahme durch CBS Corporation unter dem Symbol CNET an der NASDAQ notiert. CNET Networks erzielte Einnahmen aus zwei Hauptquellen. Am wichtigsten waren die Marketing Services, also der Verkauf von Anzeigen, Downloads und Preisvergleichen. Zudem wurden Lizenzen für Produktdaten von CNET Content Solutions und andere kostenpflichtige redaktionelle Inhalte vergeben. Eine Nebenrolle spielte das klassische Print-Verlagsgeschäft mit Zeitschriften in China.
Am 15. Mai 2008 wurde CNET Networks für 1,8 Milliarden US-Dollar von der CBS Corporation übernommen.
CNET Networks erzielte 2007 einen Umsatz von 405 Millionen US-Dollar und einen Gewinn vor Abschreibungen in Höhe von 176 Millionen US-Dollar. 148 Millionen Nutzer erzeugten etwa 83 Millionen Seitenaufrufe am Tag. Ende 2007 beschäftigte CNET Networks weltweit 2.700 Mitarbeiter.

## Entstehung des Unternehmens
1992 entstand CNET, nachdem Halsey Minor (Russel Reynolds) und Shelby Bonnie (Tiger Management) gemeinsam die Idee entwickelten, eigenständige Online-Inhalte mit einem ganztägigen Kabelkanal rund um Computer und Technologie zu verbinden. 1993 stieg Shelby Bonnie komplett in das von Halsey Minor inzwischen gegründete Unternehmen CNET ein und investierte in die Geschäftsentwicklung. Das Unternehmen siedelte von New York nach San Francisco um, damit eine größere Nähe zum Silicon Valley und der expandierenden Technologie-Szene bestand.
Mitte der neunziger Jahre produzierte CNET diverse Fernsehsendungen über Computer, Technologie und das aufkommende Internet. Die Programme nannten sich CNET Central, The Web, The New Edge und später TV.com sowie News.com, das 1999 bei CNBC live ging und 2001 wieder eingestellt wurde.

## Börsengang und Wachstum
1996 fand der Börsengang statt. Mit dem neuen Kapital wurden die Dienste Search.com, News.com, Gamecenter.com und Download.com gestartet. Die Internet-Domänen Kids.com, Events.com, Chat.com, Radio.com und TV.com wurden reserviert. 1997 startete mit SNAP! ein Internet-Einsteigerdienst, der sich zur Konkurrenz für AOL entwickelte und 1998 von NBC übernommen wurde. Im Jahr 1997 wurden mit Computers.com zum ersten Mal im Internet Kaufberatung und Preisvergleich in einem Dienst integriert. 1998 wurde Computers.com ergänzt um das Portal Shopper.com, das tagesaktuelle Preisvergleiche für über 100.000 technische Produkte lieferte. 1999 legte CNET den Grundstein für das Produktdatengeschäft mit der Übernahme des Schweizer Unternehmens GDT, später CNET Channel genannt, inzwischen bekannt unter CNET Content Solutions.
Anfang 2000 übernahm CNET Networks den Preisvergleichs-Service mySimon und Ende 2000 das Unternehmen ZDNet, das heute nichts mehr mit dem ursprünglichen Namensgeber Ziff Davis zu tun hat, der sein europäisches Zeitschriftengeschäft mit PC Professionell, PC Direkt und Internet Professionell 2001 an VNU Business Publications veräußert hat. VNU hat wiederum die Online-Rechte an NetMediaEurope veräußert. Shelby Bonnie wechselte auf den CEO-Posten, der Gründer Halsey Minor widmete sich neuen Investments. 
NET gab Anfang 2001 den klassischen Rundfunk (Fernsehen und Radio) auf und setzte voll auf Breitbandmedien (Radio, Podcasting, Streaming Video). Mitte 2001 übernahm CNET die TechRepublic von Gartner und baute diese Community für IT-Profis auf über vier Millionen Mitglieder aus. MP3.com und TV.com wurden seit Anfang 2005 neu positioniert und bildeten zusammen mit Gamespot.com und GameFAQs.com sowie Metacritic die CNET Games, Entertainment, Lifestyle Group.
Im Oktober 2006 übernahm Neil Ashe den CEO-Posten von Bonnie, der sich auf seine Rollen als Board-Mitglied und Investor konzentrierte und schließlich aus dem Unternehmen ausschied, um Whiskey Media zu gründen.
Mit der Übernahme von CNET Networks durch CBS Corporation endet die Geschichte des Unternehmens im Jahr 2008. Der Markenname wird von CBS Interactive fortgeführt, einer Tochtergesellschaft des Konzerns CBS Corporation.

## Internationale Präsenzen
CNET Networks verfügte über bekannte Internet-Domänen wie download.com, upload.com, news.com, tv.com, mp3.com, computers.com, search.com und com.com. Regionale Angebote gab es in Südostasien, Australien, Japan, Taiwan, England, Frankreich, Deutschland und Nordamerika.

## Kompromittierung der Webpräsenz
Mitte Juli 2014 wurde bekannt, dass CNet Opfer eines Hackerangriffs geworden war. Eine russische Hackergruppe erbeutete dabei die Datenbank der Webseite, die persönliche Daten von über einer Million Nutzer beinhaltete.